# 第60回ブルーリボン賞 (鉄道)

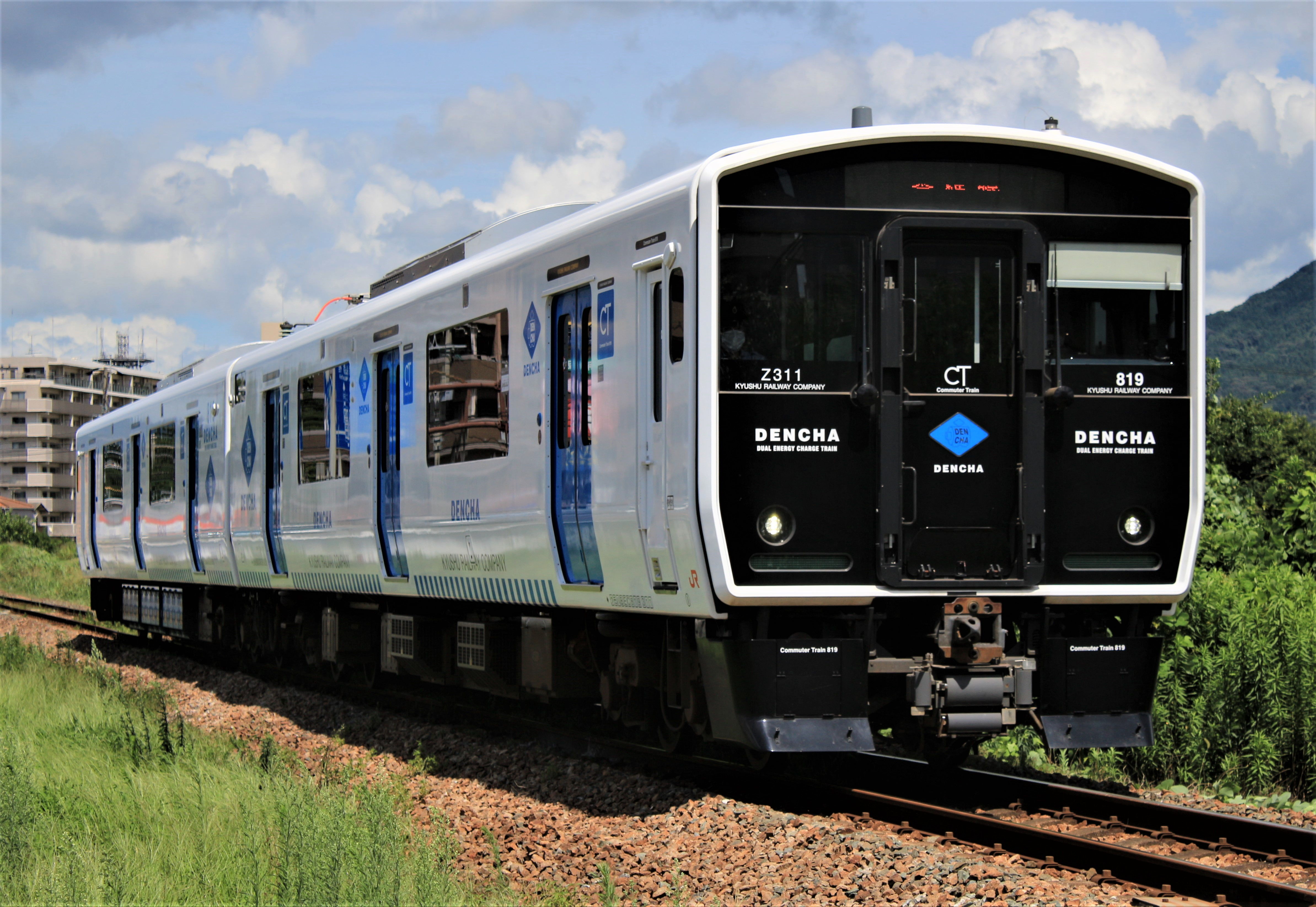
第60回ブルーリボン賞
九州旅客鉄道BEC819系電車

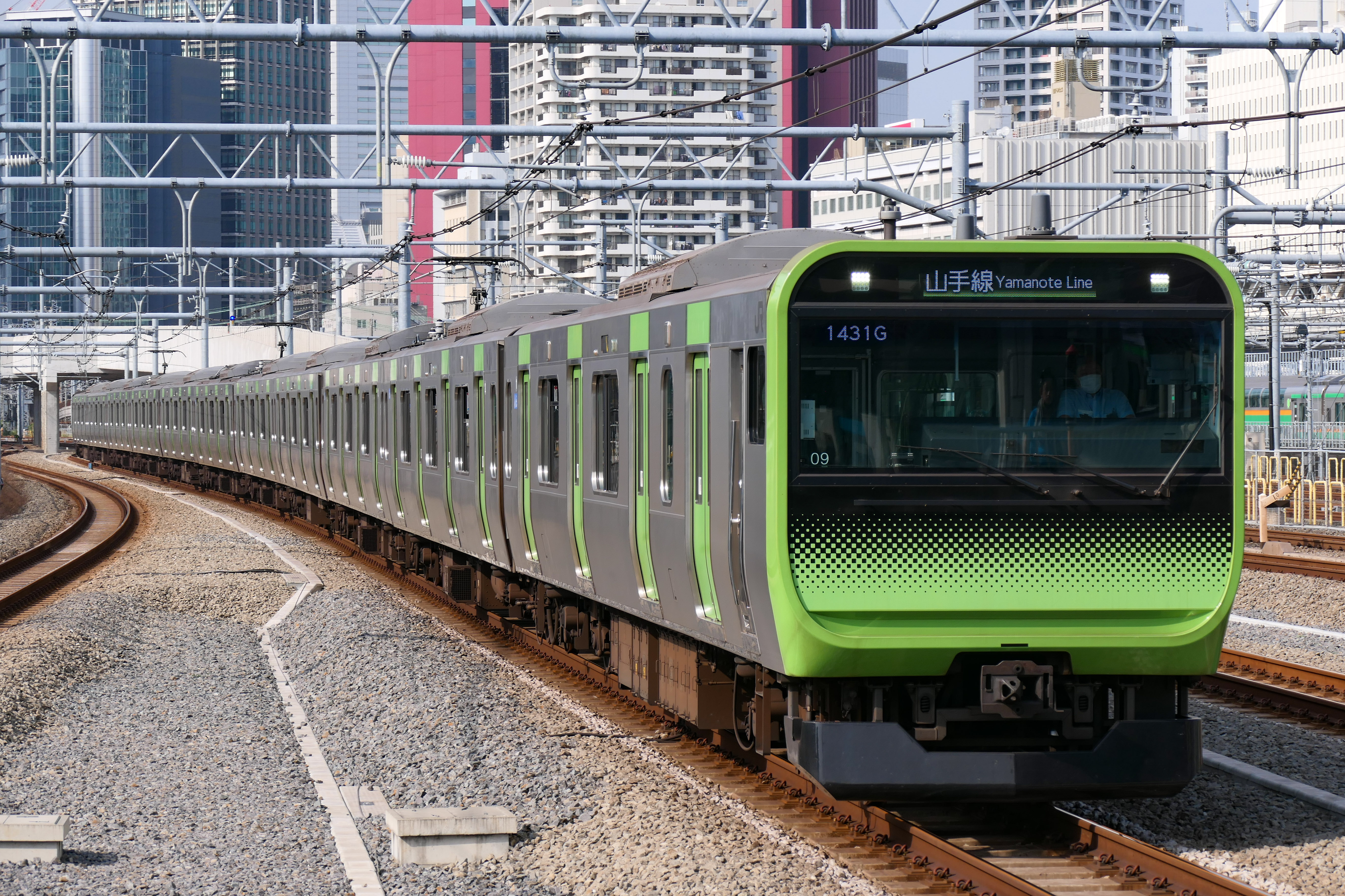
第57回ローレル賞
東日本旅客鉄道E235系電車

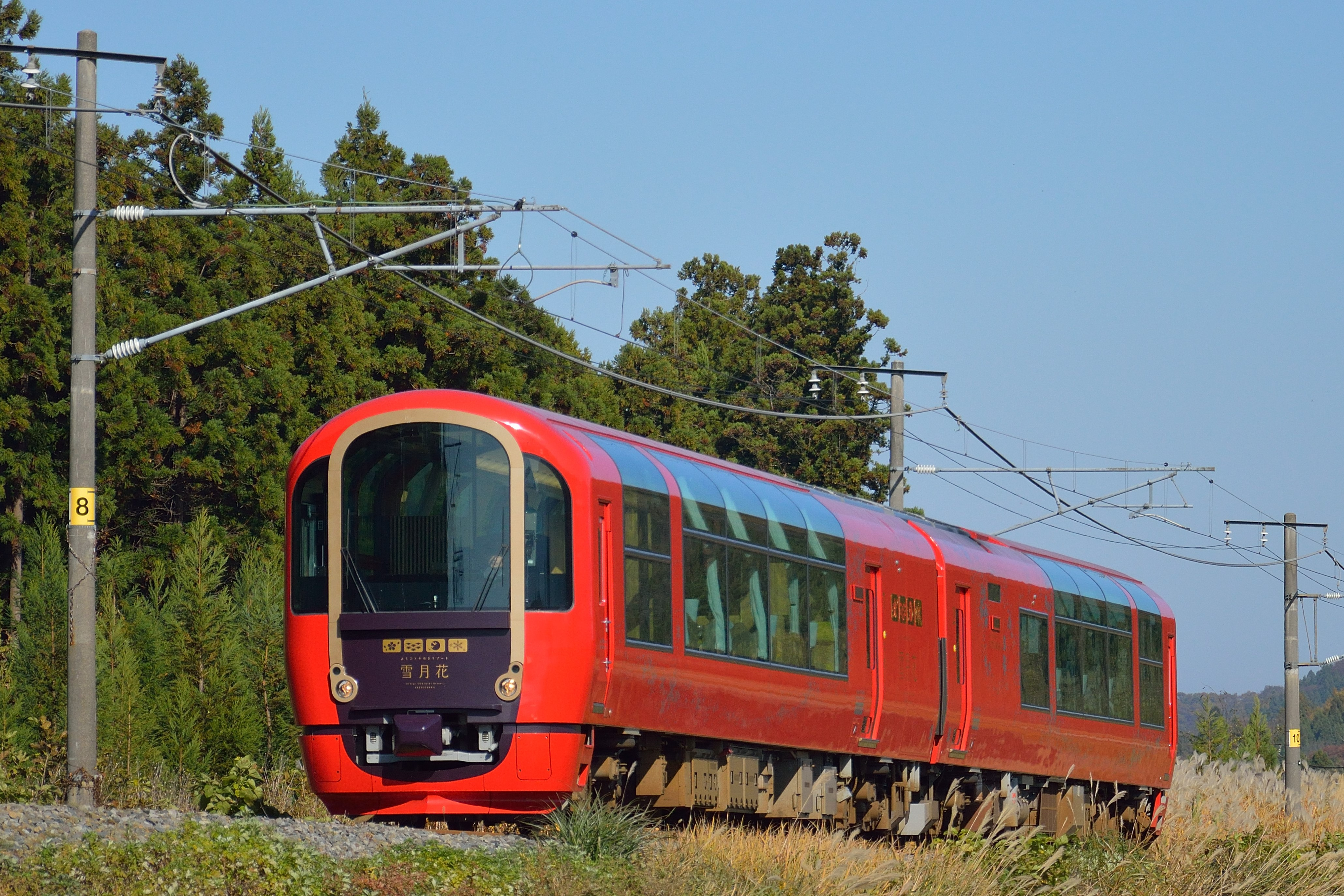
第57回ローレル賞
えちごトキめき鉄道ET122形1000番台気動車

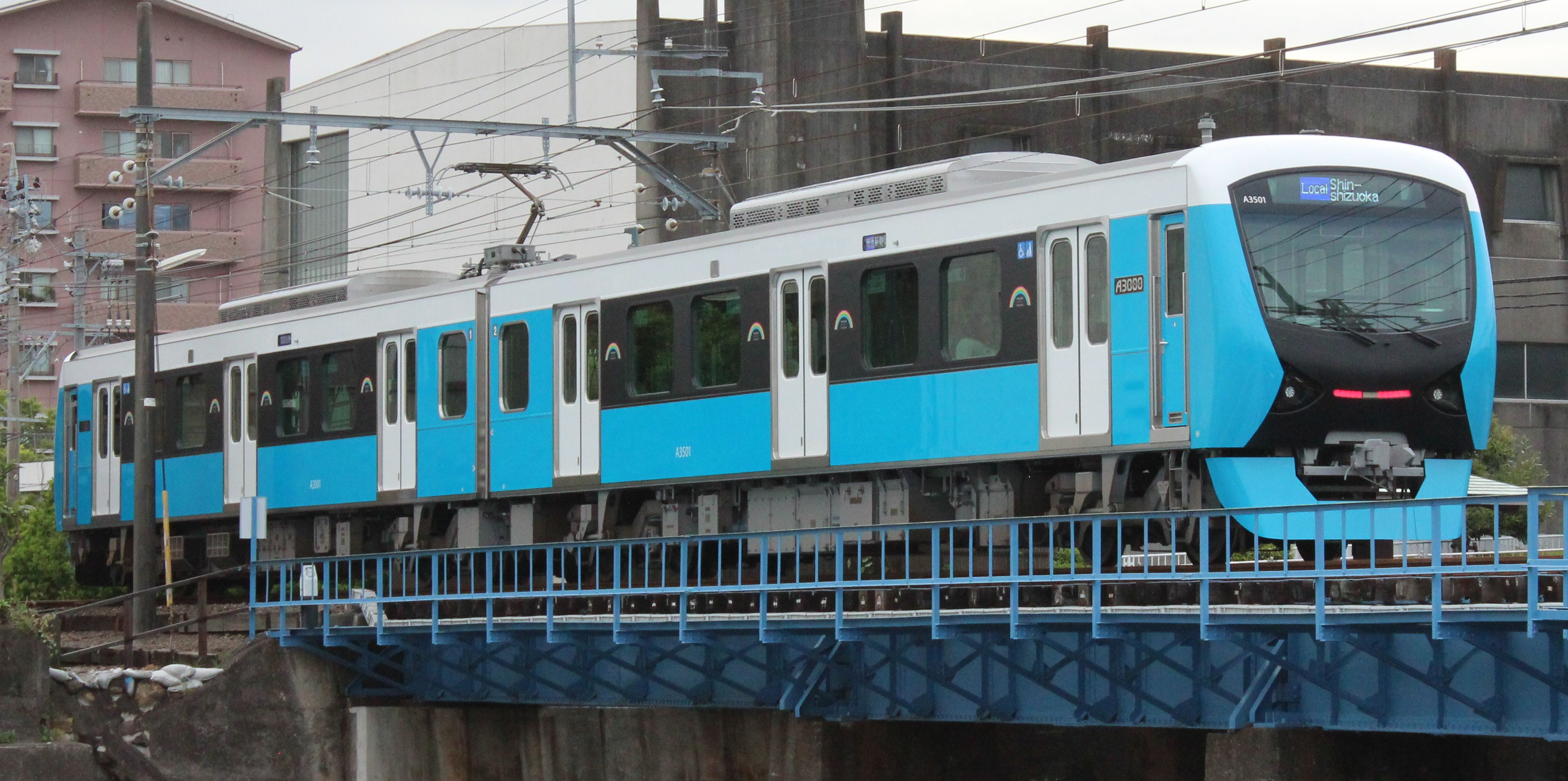
第57回ローレル賞
静岡鉄道A3000形電車

第60回ブルーリボン賞（だい60かいブルーリボンしょう）は、2017年に鉄道友の会が選定したブルーリボン賞である。本項では、第57回ローレル賞（だい57かいローレルしょう）についても併せて記す。

## 概要
日本国内で使用する鉄道・軌道車両のうち、2016年1月1日から12月31日までの間に日本国内で営業運転に就いた新形式車両またはそれとみなせる車両で、候補車両決定の時点で現に営業をしていることを概ねの要件とする選定候補車両13車種のなかから、ブルーリボン賞1形式、ローレル賞3形式が選定された。

## 選定車両

### ブルーリボン賞
- 九州旅客鉄道 BEC819系電車
  - 有効投票総数3208票のうち最高得票の419票により選定[1]。

### ローレル賞
- 東日本旅客鉄道 E235系電車
- えちごトキめき鉄道 ET122形1000番台気動車
- 静岡鉄道 A3000形電車

## 候補車両
鉄道友の会ブルーリボン賞・ローレル賞選考委員会が、候補車両とした13車種。
| 会社名             | 車両形式                            |
| ------------------ | ----------------------------------- |
| 東日本旅客鉄道     | E3系700番台新幹線電車「現美新幹線」 |
| 東日本旅客鉄道     | E235系電車                          |
| 日本貨物鉄道       | EH800形電気機関車                   |
| えちごトキめき鉄道 | ET122形1000番台気動車               |
| 静岡鉄道           | A3000形電車                         |
| 西日本旅客鉄道     | 323系電車                           |
| 近畿日本鉄道       | 16200系電車                         |
| 大阪市交通局       | 200系電車                           |
| 神戸電鉄           | 6500系電車                          |
| 山陽電気鉄道       | 6000系電車                          |
| 一畑電車           | 7000系電車                          |
| 四国旅客鉄道       | 7200系電車                          |
| 九州旅客鉄道       | BEC819系電車                        |